# Вальд (Аппенцелль-Ауссерроден)
Вальд (нім. Wald AR) — громада  в Швейцарії в кантоні Аппенцелль-Ауссерроден, округ Фордерланд.

## Географія
Громада розташована на відстані близько 165 км на схід від Берна, 17 км на схід від Герізау.
Вальд має площу 6,8 км², з яких на 6,6% дозволяється будівництво (житлове та будівництво доріг), 64,8% використовуються в сільськогосподарських цілях, 28,7% зайнято лісами, 0% не є продуктивними (річки, льодовики або гори).

## Демографія
2019 року в громаді мешкало 872 особи (+3,3% порівняно з 2010 роком), іноземців було 8,3%. Густота населення становила 128 осіб/км².
За віковим діапазоном населення розподілялося таким чином: 23,2% — особи молодші 20 років, 57,7% — особи у віці 20—64 років, 19,2% — особи у віці 65 років та старші. Було 359 помешкань (у середньому 2,4 особи в помешканні).
Із загальної кількості 308 працюючих 55 було зайнятих в первинному секторі, 142 — в обробній промисловості, 111 — в галузі послуг.